# Bianor maculatus
Bianor maculatus là một loài nhện trong họ Salticidae.
Loài này thuộc chi Bianor. Bianor maculatus được Eugen von Keyserling miêu tả năm 1883.